# Гонсалес, Адриан
Адриа́н Гонса́лес Мора́лес (исп. Adrián González Morales; род. 25 мая 1988 года в Мадриде, Испания) — испанский футболист, центральный полузащитник клуба «Малага».

## Клубная карьера
Адриан — воспитанник академии мадридского «Реала». Сезон 2006/07 он провел за молодёжную команду — «Реал Мадрид Кастилья», где тренировался под руководством своего отца, легендарного футболиста «Реала» «Мичела». Затем Адриан поиграл в двух клубах Сегунды — «Сельте» и «Химнастике», но своего потенциала не проявил, будучи использованным на неудобных для него позициях.
В конце мая 2008 года Адриан был куплен другой командой из столицы Испании, «Хетафе», с сохранением за «Реалом» права преимущественной покупки игрока в последующем. Он сыграл свой дебютный матч в Примере 5 октября, отыграв 15 минут в ничейной 2:2 домашней игре с «Альмерией». В середине сезона тренер Виктор Муньос был уволен, и Адриан вновь оказался под руководством своего отца Мичела.
Большинство игр сезона 2009/10 Адриан начинал в основе, за что Мичела часто критиковали, обвиняя в кумовстве. Адриан потерял место в основе в середине сезона, но смог вернуться в состав. Он забил свой первый гол в Примере 25 апреля 2010 года в домашнем матче 4:3 против «Севильи» (он также отметился голевой передачей)- и начинал последующие четыре игры в основе, чем помог клубу набрать в них восемь очков и квалифицироваться в Лигу Европы, заняв шестое место в таблице.
В середине августа 2010 года Адриан отменил свой контракт с «Хетафе» и присоединился к клубу «Расинг» Сантандер. Большинство матчей сезона Адриан играл в основе, хотя чаще всего его заменяли по ходу матча. Официальный дебют Адриана за «Расинг» состоялся 29 августа в домашнем 0:3 матче «Барселона».
В дальнейшем Адриан продолжил выступления в Примере за «Райо Вальекано», «Эльче», а после высылки «Эльче» в Сегунду за нарушение требований к финансами он перешёл в «Эйбар».